# ویلا لورو

ویلا لورو یکی از ۴۸ محلهٔ شهر بوئنوس آیرس آرژانتین است. نام خیابان‌های این محله از شاعرانی مانند بایرون، لوپه دو وگا، هومرو و لئوپاردی و … گرفته شده‌است. مساحت تقریبی محله ویلا لورو ۲٫۶ کیلومتر مربع و جمعیت آن بر اساس سرشماری سال ۲۰۰۱ حدود ۳۳۰۵۸ نفر است تراکم جمعیتی این محله ۱۲۸۹۰ نفر در هر کیلومتر مربع است.